# Louis Susman
Louis B. Susman, né le 19 novembre 1937, est un avocat et ancien banquier américain, ambassadeur des États-Unis au Royaume-Uni de 2009 à 2013.

## Biographie
Il est diplômé de l'Université du Michigan et diplômé de droit de l'Université Washington de Saint-Louis.
Il travaille au Democratic National Committee de 1972 à 1982. Il prend en 2009 sa retraite en tant que vice-président de Citigroup.
Ancien et prolifique leveur de fonds pour le parti démocrate, notamment pour Obama et le candidat de 2004, John Kerry, il est nommé ambassadeur à Londres suivant une habitude de nommer à ce poste prestigieux un riche contributeur à la campagne présidentielle.